# Bernhard Gehweiler

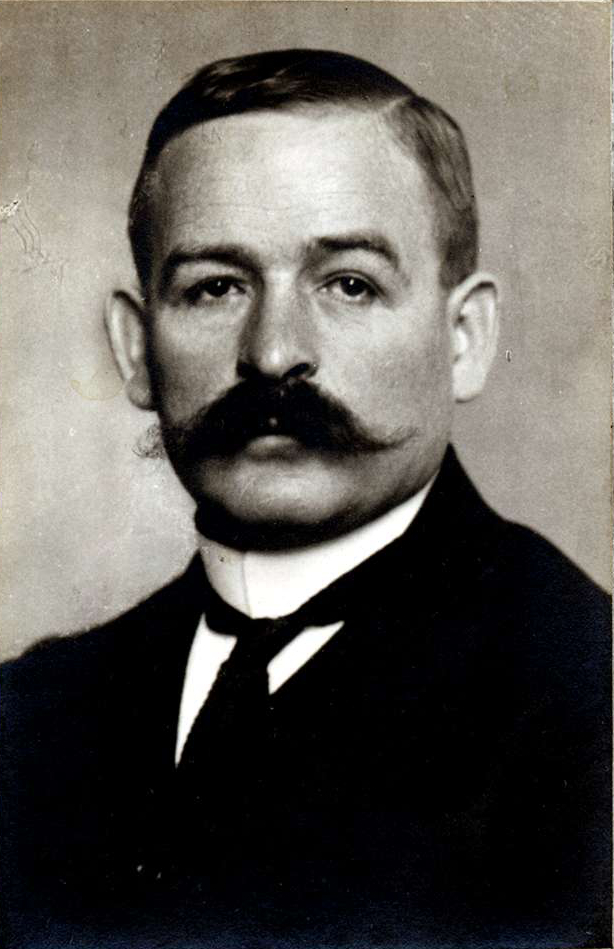
Bernhard Gehweiler

Bernhard Gehweiler (* 19. August 1879 in Altlußheim; † 7. August 1932 ebenda) war Abgeordneter des Badischen Landtages in Karlsruhe, Kreisrat des Amtsbezirks Schwetzingen, Bürgermeister zu Altlußheim, Gründer des SPD-Ortsvereins und des genossenschaftlichen Konsumvereins Altlußheim. Durch sein soziales Engagement gilt er als „badischer Raiffeisen“, weil er durchaus konform zu dessen Ideen stand.

## Leben
Bernhard Gehweiler wurde 1879 als Sohn eines aus Wiesental (heute: Stadt Waghäusel) stammenden Tagelöhners in Altlußheim geboren. Nach dem Besuch der Volksschule Altlußheim fand er Arbeit in der örtlichen Tabakindustrie. Dort erlebte er die sozialen Probleme und die zum Teil unmenschlichen Arbeitssituationen. Dies veranlasste ihn, sich gesellschaftlich zu engagieren. Er gründete 1899 den SPD-Ortsverein Altlußheim.
Im Jahre 1900 wurde er während seiner Militärzeit, welche er im damals noch deutschen Elsass ableistete, zum Vorsitzenden der SPD Altlußheim gewählt. 1901 kehrte er von seinem Militärdienst zurück und fand Arbeit in der Rheinschifffahrt in Mannheim. Zwei Jahre später, im Jahre 1903, heiratete er Maria Kuppinger. 1907 wurde er Mitglied des Bürgerausschusses.
Bernhard Gehweiler setzte sich für die Verbesserung der Versorgung mit Lebensmittel und Dinge des täglichen Bedarfs ein. Durch das Gefühl vieler Verbraucher von den damaligen Anbietern von Nahrungs- und Genussmitteln ausgebeutet zu werden, entschied sich Gehweiler ein Konsumgenossenschaft mit zu gründen und übernahm zudem die Geschäftsführung. 1911 wurde er in den Gemeinderat von Altlußheim gewählt.

## Erster Weltkrieg und Weimarer Republik
Zu Anfang des Ersten Weltkrieges geriet Gehweiler in französische Kriegsgefangenschaft und wurde auf Korsika festgehalten. Erst 1919 konnte er, gesundheitlich angeschlagen, wieder in seinen Heimatort Altlußheim zurückkehren. Trotz seiner langen Kriegsgefangenschaft und seines schweren Magenleidens übernahm er sofort nach seiner Wahl in den Gemeinderat gesellschaftliche Verantwortung: Er wurde zugleich Kreisrat im Amtsbezirk Schwetzingen und für neun Jahre Bürgermeister zu Altlußheim. Er war am Ausbau der Konsumgenossenschaft Altlußheim beteiligt. Dieser Selbsthilfeverein hatte letztendlich zehn Filialen, darunter Ladengeschäfte in Hockenheim, Neulußheim und Reilingen.
1921 wurde er mit überragender Mehrheit in den Badischen Landtag in Karlsruhe gewählt. Gehweiler engagierte sich für seine Mitbürger zum Beispiel im Beschwerdeausschuss. Durch sein Engagement wurde er im Jahre 1925 wieder in den Landtag der Republik Baden gewählt. 1928 verlor er jedoch bei der Wahl sein Amt als Bürgermeister zu Altlußheim, eine bürgerliche-kommunistische Absprache ließ ein KPD-Mitglied Gemeindeoberhaupt werden.
1929 wurde er wieder in den Landtag der Republik Baden gewählt. Er war bei den Abgeordneten der demokratischen Parteien sehr geschätzt. 1931 musste sich Gehweiler einer schweren Operation auf Grund eines nicht auskurierten Kriegsleidens unterziehen. Eine Besserung oder Linderung brachte diese aber nicht und er stirbt 1932 in seinem Geburtsort. Sein Begräbnis wurde zum weithin beachteten Ereignis in Baden.
Zeitungsleute aus ganz Baden kamen zur Berichterstattung angereist, so dass das Begräbnis des Landtagsabgeordneten nicht nur zu einer der größten Beerdigungsfeiern in der Region wurde, sondern auch zu einem Signal der Arbeiterbewegung und zu einem Protest gegen die drohende Machtübernahme durch die Nationalsozialisten.

## Historische Bedeutung
Bernhard Gehweiler gehört neben Emil Frommel und Heinz Hoppe zu den Persönlichkeiten der Rheingemeinde Altlußheim. Er stellt gerade heute ein Vorbild für gesellschaftliches Engagement. Der Landtagsabgeordnete Gehweiler genoss große Anerkennung im Landtag der Republik Baden. Als Gründer des SPD-Ortsvereins Altlußheim und der Konsumgenossenschaft Altlußheim erkannte er die Nöte der damaligen Zeit.

## Nachweise
- Porträt in Schwetzinger Zeitung vom 28. April 2006 (Auch zu lesen auf den Seiten des SPD-Ortsvereins Altlußheim)